# Кучки (Марий Эл)
Кучки (мар. Кучкасола) — деревня в Медведевском районе Марий Эл Российской Федерации. Входит в состав Азяковского сельского поселения.
Численность населения — 69 человек (2021 год).

## География
Располагается в 4,5 км от административного центра сельского поселения — деревни Среднее Азяково.

## История
Поселение впервые упоминается в 1723 году.

## Население
| 2010 | 2013 | 2014 | 2016 | 2018 | 2021 |
| ---- | ---- | ---- | ---- | ---- | ---- |
| 81   | ↗83  | ↘81  | →81  | →81  | ↘69  |

Национальный состав на 1 января 2014 г.:
| Национальность | Численность, чел. | Доля    |
| -------------- | ----------------- | ------- |
| всего          | 81                | 100,0 % |
| Марийцы        | 60                | 74,1 %  |
| Русские        | 21                | 25,9 %  |

## Описание
Улично-дорожная сеть деревни имеет грунтовое и щебневое покрытие. Централизованное водоснабжение и водоотведение отсутствует. Деревня газифицирована.